# Diwyczky
Diwyczky (ukr. Дівички) – wieś na Ukrainie, w obwodzie kijowskim, w rejonie boryspolskim, siedziba hromady. W 2001 liczyła 2091 mieszkańców, spośród których 1092 wskazało jako ojczysty język ukraiński, 178 rosyjski, 5 mołdawski, 2 białoruski, a 4 ormiański.